# Sant'Andréa-d'Orcino
Sant'Andréa-d'Orcino est une commune française située dans la circonscription départementale de la Corse-du-Sud et le territoire de la collectivité de Corse. Elle appartient à l'ancienne piève de Cinarca.

## Géographie
Sant Andréa d'Orcino est un petit village de Corse situé au Sud-Ouest de la Corse, entre Calcatoggio et Sarrola carcopino. À 29 km d'Ajaccio. 

## Urbanisme

### Typologie
Au 1er janvier 2024, Sant'Andréa-d'Orcino est catégorisée commune rurale à habitat très dispersé, selon la nouvelle grille communale de densité à sept niveaux définie par l'Insee en 2022.
Elle est située hors unité urbaine. Par ailleurs la commune fait partie de l'aire d'attraction d'Ajaccio, dont elle est une commune de la couronne,. Cette aire, qui regroupe 79 communes, est catégorisée dans les aires de 50 000 à moins de 200 000 habitants,.
La commune, bordée par la mer Méditerranée, est également une commune littorale au sens de la loi du 3 janvier 1986, dite loi littoral. Des dispositions spécifiques d’urbanisme s’y appliquent dès lors afin de préserver les espaces naturels, les sites, les paysages et l’équilibre écologique du littoral, tel le principe d'inconstructibilité, en dehors des espaces urbanisés, sur la bande littorale des 100 mètres, ou plus si le plan local d’urbanisme le prévoit.

### Occupation des sols
L'occupation des sols de la commune, telle qu'elle ressort de la base de données européenne d’occupation biophysique des sols Corine Land Cover (CLC), est marquée par l'importance des forêts et milieux semi-naturels (80,7 % en 2018), néanmoins en diminution par rapport à 1990 (83,1 %). La répartition détaillée en 2018 est la suivante : 
forêts (57,4 %), milieux à végétation arbustive et/ou herbacée (23,3 %), prairies (10,1 %), zones agricoles hétérogènes (7,2 %), zones urbanisées (2 %). L'évolution de l’occupation des sols de la commune et de ses infrastructures peut être observée sur les différentes représentations cartographiques du territoire : la carte de Cassini (XVIIIe siècle), la carte d'état-major (1820-1866) et les cartes ou photos aériennes de l'IGN pour la période actuelle (1950 à aujourd'hui).

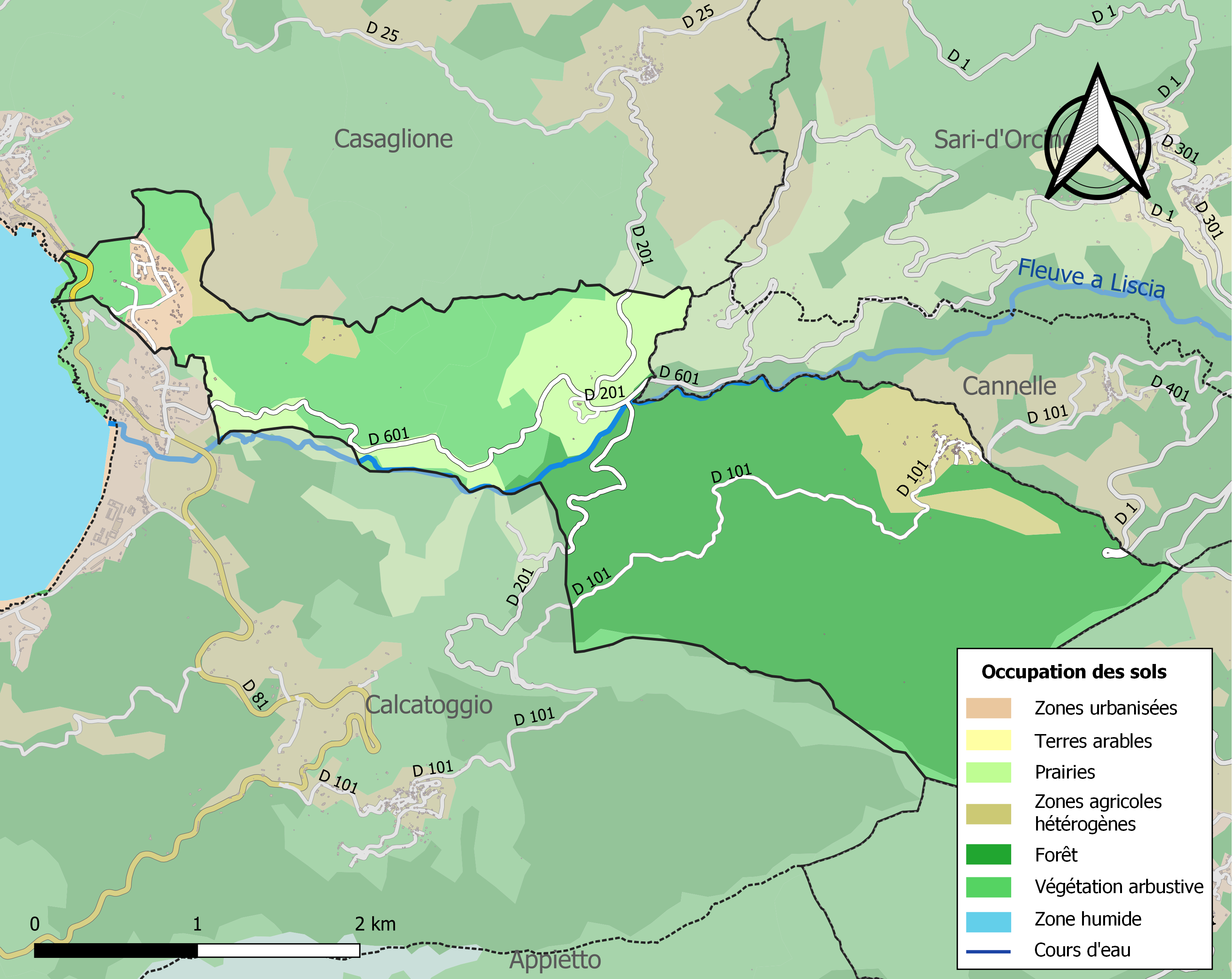
Carte des infrastructures et de l'occupation des sols de la commune en 2018 (CLC).

## Histoire
La fête patronale de Sant Andréa d'Orcino est le 8 septembre en l'honneur de la nativité de la Vierge Marie. Lors de cette fête une procession a lieu de l'église au cimetière suivi d'un apéritif
- Les habitants s'appellent les "Sant'andreacci"
- L'élevage de la charcuterie U tretorre est présente depuis 2013

## Politique et administration
| Période | Période  | Identité     | Étiquette | Qualité       |
| ------- | -------- | ------------ | --------- | ------------- |
| 1984    | 2001     | Fernand Leca |           | Fonctionnaire |
| 2001    | En cours | Réjane Leca  |           | Fonctionnaire |

## Démographie
L'évolution du nombre d'habitants est connue à travers les recensements de la population effectués dans la commune depuis 1800. Pour les communes de moins de 10 000 habitants, une enquête de recensement portant sur toute la population est réalisée tous les cinq ans, les populations de référence des années intermédiaires étant quant à elles estimées par interpolation ou extrapolation. Pour la commune, le premier recensement exhaustif entrant dans le cadre du nouveau dispositif a été réalisé en 2006.

En 2022, la commune comptait 141 habitants, en évolution de +30,56 % par rapport à 2016 (Corse-du-Sud : +7,61 %, France hors Mayotte : +2,11 %).
| 1800 | 1806 | 1821 | 1831 | 1836 | 1841 | 1846 | 1851 | 1856 |
| ---- | ---- | ---- | ---- | ---- | ---- | ---- | ---- | ---- |
| 106  | 196  | 193  | 169  | 152  | 184  | 141  | 209  | 241  |

| 1861 | 1866 | 1872 | 1876 | 1881 | 1886 | 1891 | 1896 | 1901 |
| ---- | ---- | ---- | ---- | ---- | ---- | ---- | ---- | ---- |
| 230  | 242  | 238  | 254  | 265  | 322  | 265  | 241  | 304  |

| 1906 | 1911 | 1921 | 1926 | 1931 | 1936 | 1946 | 1954 | 1962 |
| ---- | ---- | ---- | ---- | ---- | ---- | ---- | ---- | ---- |
| 305  | 309  | 225  | 260  | 230  | 257  | 211  | 168  | 128  |

| 1968 | 1975 | 1982 | 1990 | 1999 | 2006 | 2011 | 2016 | 2021 |
| ---- | ---- | ---- | ---- | ---- | ---- | ---- | ---- | ---- |
| 103  | 86   | 76   | 69   | 71   | 74   | 74   | 108  | 133  |

| 2022 | - | - | - | - | - | - | - | - |
| ---- | - | - | - | - | - | - | - | - |
| 141  | - | - | - | - | - | - | - | - |

## Lieux et monuments
- La source "Sainte Marie".
- Église.

## Personnalités liées à la commune
- Étienne Susini